# Microbiston
Microbiston là một chi bướm đêm thuộc họ Geometridae.